# Deux Films avec un billet
Pour plus de détails, voir Fiche technique et Distribution.
Deux Films avec un billet (en persan : دو فيلم با يك بليت) est un film iranien de Dariush Farhang, sorti en 1990.

## Synopsis
Après des années de séjour aux États-Unis, un réalisateur de cinéma retourne au pays pour tourner son premier film. Un incident empêche l’acteur principal de se présenter au tournage, si bien qu'il s'en fait retirer. Il ne reste pas beaucoup de temps et il faut compléter le tournage pour que le film arrive à temps au festival des films. Le réalisateur décide alors de remplacer l’acteur principal par un vendeur de trottoir qui lui ressemble. En outre, l’actrice du film en proie à des problèmes de couple, envisage de quitter le tournage pour se rendre aux États-Unis.

## Fiche technique
- Titre original : Do Film Ba Yak Belit
- Titre en français : Deux Films avec un billet
- Réalisation : Dariush Farhang
- Genre : Comédie
- Durée : 88 minutes
- Pays de production :  Iran
- Langue : Persan, Anglais, Français

## Distribution
- Mehdi Hashemi
- Dariush Farhang
- Afsaneh Bayegan
- Siamak Atlasi
- Atila Pesyani
- Shahla Riyahi